# Ácido sórbico
El ácido sórbico o ácido 2,4-hexadienoico es un compuesto orgánico natural empleado como conservante alimentario en su forma de sales minerales. Suele aparecer etiquetado como E-200 según el anexo de códigos alimentarios del Codex Alimentarius. Su fórmula química es C6H8O2. Debe su nombre a que fue aislado por primera vez en las frutas del género Sorbus (Sorbus aucuparia). El ácido se puede sintetizar por varios métodos diferentes. No debe confundirse con el ácido ascórbico (Vitamina C).

## Historia
El ácido sórbico fue aislado en 1859 por destilación de aceite de las serbas (fruto del serbal) por el químico alemán A. W. von Hofmann. Esto proporciona la lactona del ácido sórbico, que Hofmann convirtió en ácido sórbico por hidrólisis. Sus actividades antimicrobianas se descubrieron a finales de la década de 1930 y en la de 1940, y estuvo disponible comercialmente a finales de esa década de 1940 y en la de los 1950. A partir de la década de 1980, el ácido sórbico y sus sales se utilizaron como inhibidores de Clostridium botulinum  en productos cárnicos para sustituir el uso de nitritos, que pueden producir nitrosaminas carcinógenas.

## Obtención industrial
En la producción industrial se utilizan, principalmente, dos métodos:
Sacado de un árbol 
- Reacción de condensación entre cetena y crotonaldehído.

## Usos del ácido sórbico y sus sales
El ácido sórbico así como parte de sus sales minerales (sorbatos), tales como el sorbato sódico, sorbato potásico y el sorbato cálcico, son empleados como agentes antimicrobianos en la industria alimentaria, más específicamente como agentes fungistáticos, es decir que reducen el desarrollo de las levaduras y de mohos / hongos en salmueras, quesos, mermeladas (confitura) y otros alimentos (dependiendo de la legislación local) mejorando así su duración (o shelf life en inglés). También tienen uso en productos cosméticos y farmacéuticos. La duración de la estabilidad fungistática del ácido sórbico y de sus sales, está directamente relacionada con el porcentaje empleado del aditivo. La flora bacteriana se afecta solo ligeramente. El ácido sórbico, por su baja constante de disociación, puede ser usado en alimentos ácidos o poco ácidos, hasta un pH máximo de 6,5.
Experiencias de conservación de aceitunas de mesa (De la Borbolla et al.. 1961; Savastano y Castorina, 1965) han evidenciado que la duración de la actividad fungistática del ácido sórbico y de sus sales, está directamente relacionada con el porcentaje empleado del aditivo y que la flora bacteriana se afecta solo ligeramente, al mismo tiempo que el color de la salmuera de las aceitunas tiende a sufrir un ligero oscurecimiento.
Por supuesto, el ácido sórbico es utilizado en la conservación de alimentos en general por su acción antimicrobiana, que se explica a través de la inhibición de diferentes sistemas enzimáticos de los microorganismos respectivos, por su inocuidad fisiológica y su reducida influencia sobre las características organolépticas. Por su baja constante de disociación puede ser usado en alimentos ácidos y poco ácidos, hasta un pH máximo de 6,5 y actúa, principalmente, en forma de sal contra levaduras y mohos inhibiendo solo parcialmente a las bacterias (Dziezak, 1986). Los resultados de las investigaciones sobre la actividad bacteriostática del ácido sórbico no siempre concuerdan (Scheneman y Costilow, 1955; Sofos, 1983; Sofos et al., 1979).
También se observó que en concentraciones sub-letales, algunos microorganismos en especial bacterias ácido lácticas, pueden metabolizarlo cuando el grado de contaminación de las mismas es alto, produciendo CO2 y H2O (York y Vaughn, 1954; Raduchev y Rizvanov, 1963; Deak y Novak, 1972; Horwood y col., 1981; Luck. 1982; Liewen y Marth, 1985). Los lactobacilos pueden reducir el ácido sórbico al alcohol correspondiente, el sorbitol, que reacciona con el etanol formando un éter que tiene un fuerte olor a geranio (Luck, 1982). Dentro de las bacterias ácido-lácticas que pueden metabolizar los sorbatos se encuentran: Lactobacillus plantarum, Streptococcus lactis. Entre otras especies de bacterias se incluyen: Acetobacter spp. y Pseudomonas fluorescens (Raduchev y Rizvanov, 1963; Liewen y Marth, 1985).
Este conservante es particularmente utilizado en quesos, las frutas secas, productos de panadería, dulces, ensaladas especiales, bebidas, vegetales fermentados y encurtidos (King, 1981), utilizando concentraciones que oscilan del 0,01% al 0,1%. Estos porcentajes se aumentan en un 25% si dicho aditivo se utiliza en forma de sales hidrosolubles (sorbatos: sorbato de potasio, sorbato de calcio y sorbato de sodio). En la conservación de aceitunas de mesa, la proporción máxima permitida es de 0,5 g/kg de producto, incluida la salmuera. [cita requerida]
Su  ingesta diaria admisible ha sido establecida por la Autoridad Europea de Seguridad Alimentaria en 2019 en 11 mg de ácido sórbico/kg de peso vivo por persona. Otros organismos han establecido otros valores Su efectividad es mayor en alimentos ácidos, siendo menor en alimentos con pH neutro. Su uso hace que se prevenga la formación de hongos, mohos o levaduras en alimentos y bebidas. Se emplea en la conservación de lácteos. Investigaciones han mostrado su efectividad como bactericida. Es empleado en la industria del vino con similares intenciones bactericidias.
Los sorbatos son los menos tóxicos de todos los conservantes, menos incluso que la sal común o el ácido acético (el componente activo del vinagre) [cita requerida]. Por esta razón su uso está autorizado en todo el mundo [cita requerida]. Metabólicamente se comporta en el organismo como los demás ácidos grasos, es decir, se absorbe y se utiliza como una fuente de energía.

## Presencia natural en alimentos
Se puede encontrar este ácido en muchas frutas, pero su concentración más alta es en la fruta del sorbellano (Sorbus aucuparia).